# Вілл Клей
Вільям «Вілл» Клей (англ. William 'Will' Claye, нар. 13 червня 1991) — американський легкоатлет, який спеціалузіється в потрійному стрибку, призер Олімпійських ігор, багаторазовий чемпіон та призер світових першостей в потрійному стрибку.

## Виступи на основних міжнародних змаганнях
| Рік  | Змагання                     | Місто          | Місце | Дисципліна | Примітки |
| ---- | ---------------------------- | -------------- | ----- | ---------- | -------- |
| 2011 | Чемпіонат світу              | Тегу           | 9     | довжина    |          |
| 2011 | 3                            | потрійний      |       |            |          |
| 2012 | Чемпіонат світу в приміщенні | Стамбул        | 4     | довжина    |          |
| 2012 | 1                            | потрійний      |       |            |          |
| 2012 | Олімпійські ігри             | Лондон         | 3     | довжина    |          |
| 2012 | 2                            | потрійний      |       |            |          |
| 2013 | Чемпіонат світу              | Москва         | 3     | потрійний  |          |
| 2014 | Континентальний кубок        | Марракеш       | 2     | довжина    |          |
| 2014 | 3                            | потрійний      |       |            |          |
| 2015 | Чемпіонат світу              | Пекін          | 1кв10 | потрійний  |          |
| 2016 | Олімпійські ігри             | Ріо-де-Жанейро | 2     | потрійний  |          |
| 2017 | Чемпіонат світу              | Лондон         | 2     | потрійний  |          |
| 2018 | Чемпіонат світу в приміщенні | Бірмінгем      | 1     | потрійний  |          |
| 2019 | Чемпіонат світу              | Доха           | 2     | потрійний  | [ 2 ]    |
| 2021 | Олімпійські ігри             | Токіо          | 4     | потрійний  |          |